# ام‌وی مونگزو
ام‌وی مونگزو (به انگلیسی: MV Mwongozo) یک کشتی است که طول آن ۵۹٫۵ متر (۱۹۵ فوت) می‌باشد. این کشتی در سال ۱۹۷۹ ساخته شد.